# Dascilo (figlio di Lico)
Dascilo (in greco antico: Δάσκυλος?, Dáskylos) è un personaggio della mitologia greca, nipote di Dascilo e pronipote di Tantalo.

## Mitologia
A quell'epoca si era soliti dare il nome del proprio padre al proprio figlio e questo è il caso di Dascilo. 
Durante il loro viaggio gli Argonauti giunsero all'isola di Mariandine, luogo su cui suo padre Lico, regnava. Poco prima gli Argonauti avevano ucciso Amico, uno dei rivali del re, ed egli per ricompensarli offrì loro l'aiuto di Dascilo, che ben conosceva la Colchide, il luogo dove gli eroi erano diretti.